# Graukehl-Waldsänger
Der Graukehl-Waldsänger (Myiothlypis cinereicollis, Syn.: Basileuterus cinereicollis) ist ein kleiner Singvogel aus der Gattung Myiothlypis in der Familie der Waldsänger (Parulidae). Es besteht eine enge Verwandtschaft zu den Waldsängerarten Weißzügel-Waldsänger (Myiothlypis conspicillata) und Goldscheitel-Waldsänger (Myiothlypis coronata). Das Verbreitungsgebiet befindet sich in Kolumbien und Venezuela. Die IUCN listet die Art als „potenziell gefährdet“ (near threatened).

## Merkmale

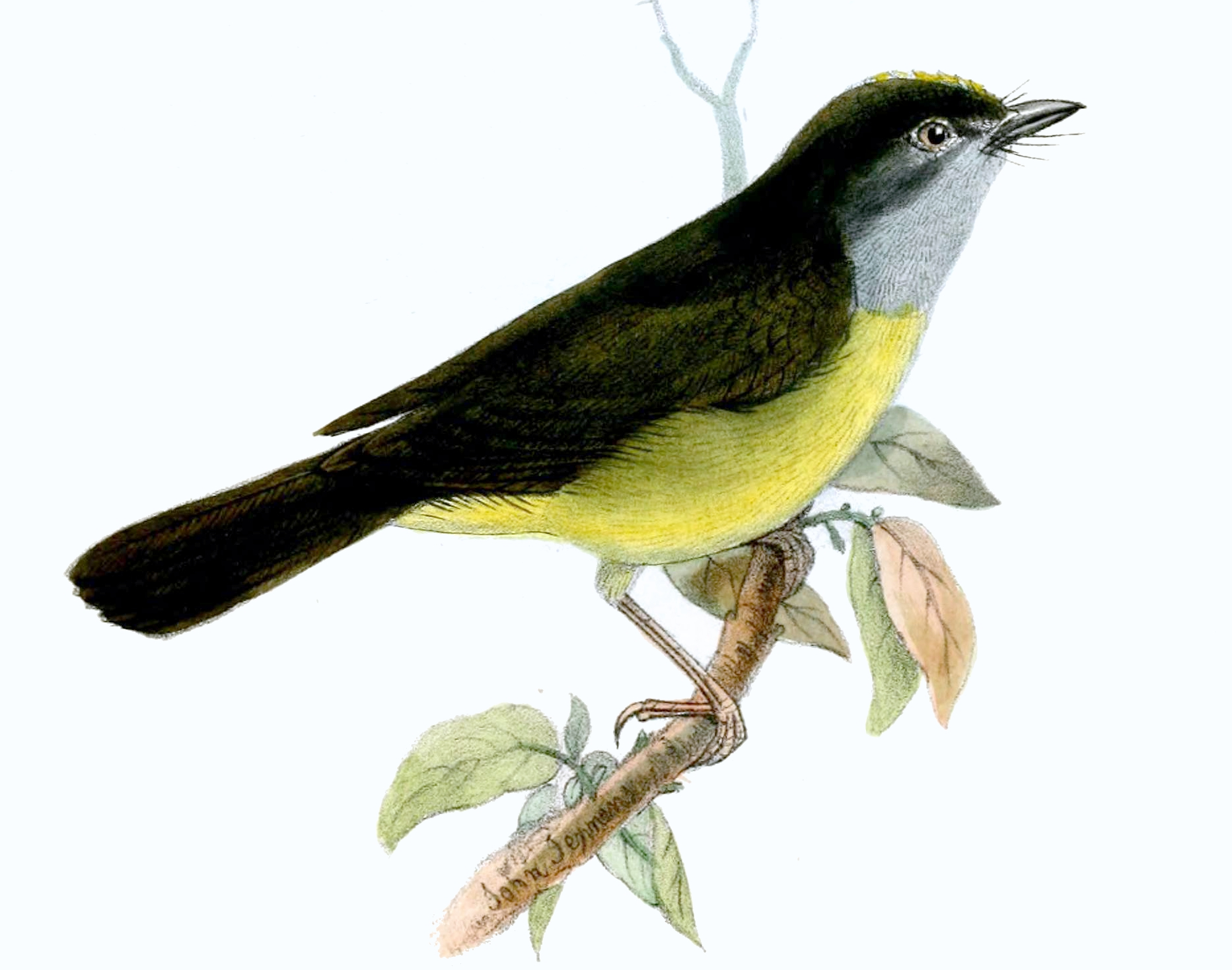
Graukehl-Waldsänger, Illustration

Graukehl-Waldsänger erreichen eine Körperlänge von 14 Zentimetern. Die Flügellänge beträgt bei den Männchen 6,5 bis 7,06 Zentimeter, bei den Weibchen 6,24 bis 6,5 Zentimeter. Adulte Vögel der Nominatform und Jungvögel ab dem ersten Jahr haben breite schwärzlich-graue Scheitelseitenstreifen, die bis zum Nacken verlaufen, einen zitronen-gelben schmalen Scheitelstreifen und eine schwärzlich-graue Stirn. Das zentrale Nackengefieder, die Nackenseiten sowie die Ohrdecken und die Zügel sind mittelgrau. Das Oberseitengefieder ist dunkel olivgrün, am Bürzel etwas heller, und die Flügel dunkelbraun mit dumpfen olivgrünen Federränder. Die Kehle ist gräulich weiß, das obere Brustgefieder grau und das restliche Unterseitengefieder dumpf gelb mit oliv verwaschenen Flanken. Der Schwanz ist dumpf olivgrün, der Schnabel ist schwärzlich braun und die Beine sind gelblich-fleischfarben.

## Vorkommen, Ernährung und Fortpflanzung

Verbreitungskarte des Graukehl-Waldsängers (grün)

Über die Graukehl-Waldsänger ist nur wenig bekannt. Die Vögel kommen im nordöstlichen Kolumbien (Norte de Santander in der Nähe der Grenze nach Venezuela und südlich bis Cundinamarca und den Westen von Meta) vor und in den Anden im äußersten Nordwesten von Venezuela (Mérida und Táchira). Früher besiedelten sie auch Gebiete in der Sierra de Perijá an der Grenze von Kolumbien und Venezuela, sind aber durch Lebensraumverluste abgewandert. Sie bewohnen Höhenstufen der Vegetation in den Mittel- und Hochgebirgen und Waldränder mit unberührtem Unterholz in Höhen von 800 bis 2100 Metern. Ihre Nahrung suchen sie im dichten Unterholz. Dabei sind sie anscheinend ziemlich schleichend unterwegs und dadurch schlecht zu beobachten. Über die Brutzeit sowie Bebrütungs- und Nestlingszeiten gibt es keine Untersuchungen.

## Systematik
Es gibt drei anerkannte Unterarten:
- Myiothlypis cinereicollis cinereicollis (P.L. Sclater, 1864)[2] ist von Zentralkolumbia bis ins westliche Venezuela verbreiter
- Myiothlypis cinereicollis pallidula (Wetmore, 1941)[3] kommt im extremen Nordwesten der Sierra de Perijá vor. Die Unterart ähnelt der Nominatform; das Gefieder ist insgesamt blasser.
- Myiothlypis cinereicollis zuliensis (Aveledo & Pérez, 1994)[4] kommt in der Sierra de Perijá im Norden Kolumbiens und Nordwesten Venezuelas.